# Beierolpium
Beierolpium es un género de arácnido del orden Pseudoscorpionida de la familia Olpiidae.

## Especies
Las especies de este género son:
- Beierolpium benoiti Mahnert, 1978
- Beierolpium bornemisszai (Beier, 1966)
- Beierolpium clarum (Beier, 1952)
- Beierolpium cyclopium (Beier, 1965)
- Beierolpium deserticola (Beier, 1964)
- Beierolpium flavum Mahnert, 1984
- Beierolpium graniferum (Beier, 1965)
- Beierolpium holmi Mahnert, 1982
- Beierolpium incrassatum (Beier, 1964)
- Beierolpium kerioense Mahnert, 1982
- Beierolpium lawrencei (Beier, 1964)
- Beierolpium novaguineense (Beier, 1935)
- Beierolpium oceanicum (With, 1907)
- Beierolpium rossi (Beier, 1967)
- Beierolpium soudanense (Vachon, 1940)
  - Beierolpium soudanense franzi
  - Beierolpium soudanense soudanense
- Beierolpium squalidum (Beier, 1966)
- Beierolpium tanense Mahnert, 1982
- Beierolpium vanharteni Mahnert, 2007
- Beierolpium venezuelense Heurtault, 1982